# Glejak nerwu wzrokowego

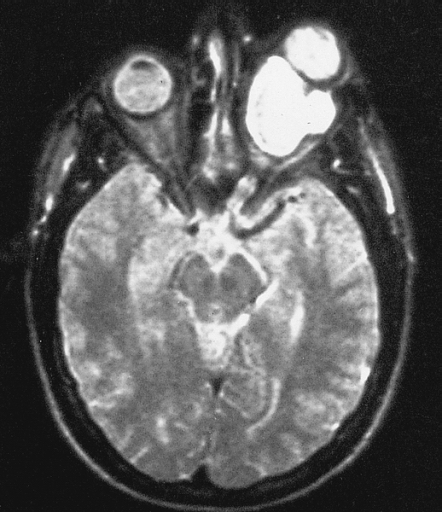
Glejak nerwu wzrokowego (histologicznie gąbczak) wywołujący ciężki wytrzeszcz lewej gałki ocznej w MRI

Glejak nerwu wzrokowego (ang. optic nerve glioma) – kliniczne określenie nowotworów złośliwych przedniego odcinka drogi wzrokowej, najczęściej są to gwiaździaki włosowatokomórkowe (gąbczaki). Rzadziej są to glejaki włókienkowe, zwojakoglejaki i glejaki nisko zróżnicowane. Są to rzadkie nowotwory, stanowią 1-1,7% glejaków. Są częstsze u dzieci (90% występuje poniżej 20. roku życia); stanowią 3-5% wewnątrzczaszkowych guzów u dzieci. W ponad 50% glejak nerwu wzrokowego współistnieje z nerwiakowłókniakowatością typu I (chorobą von Recklinghausena), stanowiąc jedno z kryteriów rozpoznania tego schorzenia.

## Objawy i przebieg
Objawy glejaka nerwu wzrokowego są następujące:
- postępująca utrata wzroku
- wytrzeszcz
- zanik nerwu wzrokowego
- naprzemienny, antagonistyczny oczopląs pionowy gałek ocznych (tzw. "huśtawkowy" – ang. see-saw nystagmus)
- zespół nadciśnienia śródczaszkowego
- zaburzenia podwzgórzowe.